# Моррейра
Моррейра (порт. Morreira; МФА: [mu.ˈʁɐj.ɾɐ]) — парафія в Португалії, у муніципалітеті Брага. Розташована в північно-західній частині країни, на теренах історичної португальської провінції Дору-Міню. Входить до складу округу Брага. За адміністративним поділом, чинним до 1976 року, терени парафії були складовою провінції Міню. Належить до Бразької архідіоцезії Католицької церкви. Патрон — святий Михаїл. Площа — 3,6027 км². Населення — 747 ос. (2011). Сильно урбанізований регіон. Густота населення — 207,34 осіб/км²
. Код — 030326.

## Населення
| Кількість мешканців | Кількість мешканців | Кількість мешканців | Кількість мешканців | Кількість мешканців | Кількість мешканців | Кількість мешканців | Кількість мешканців | Кількість мешканців | Кількість мешканців | Кількість мешканців | Кількість мешканців | Кількість мешканців | Кількість мешканців | Кількість мешканців |
| ------------------- | ------------------- | ------------------- | ------------------- | ------------------- | ------------------- | ------------------- | ------------------- | ------------------- | ------------------- | ------------------- | ------------------- | ------------------- | ------------------- | ------------------- |
| 1864                | 1878                | 1890                | 1900                | 1911                | 1920                | 1930                | 1940                | 1950                | 1960                | 1970                | 1981                | 1991                | 2001                | 2011                |
| 515                 | 478                 | 368                 | 391                 | 408                 | 415                 | 436                 | 476                 | 553                 | 589                 | 662                 | 849                 | 869                 | 796                 | 747                 |